# Bolesław Jeleń

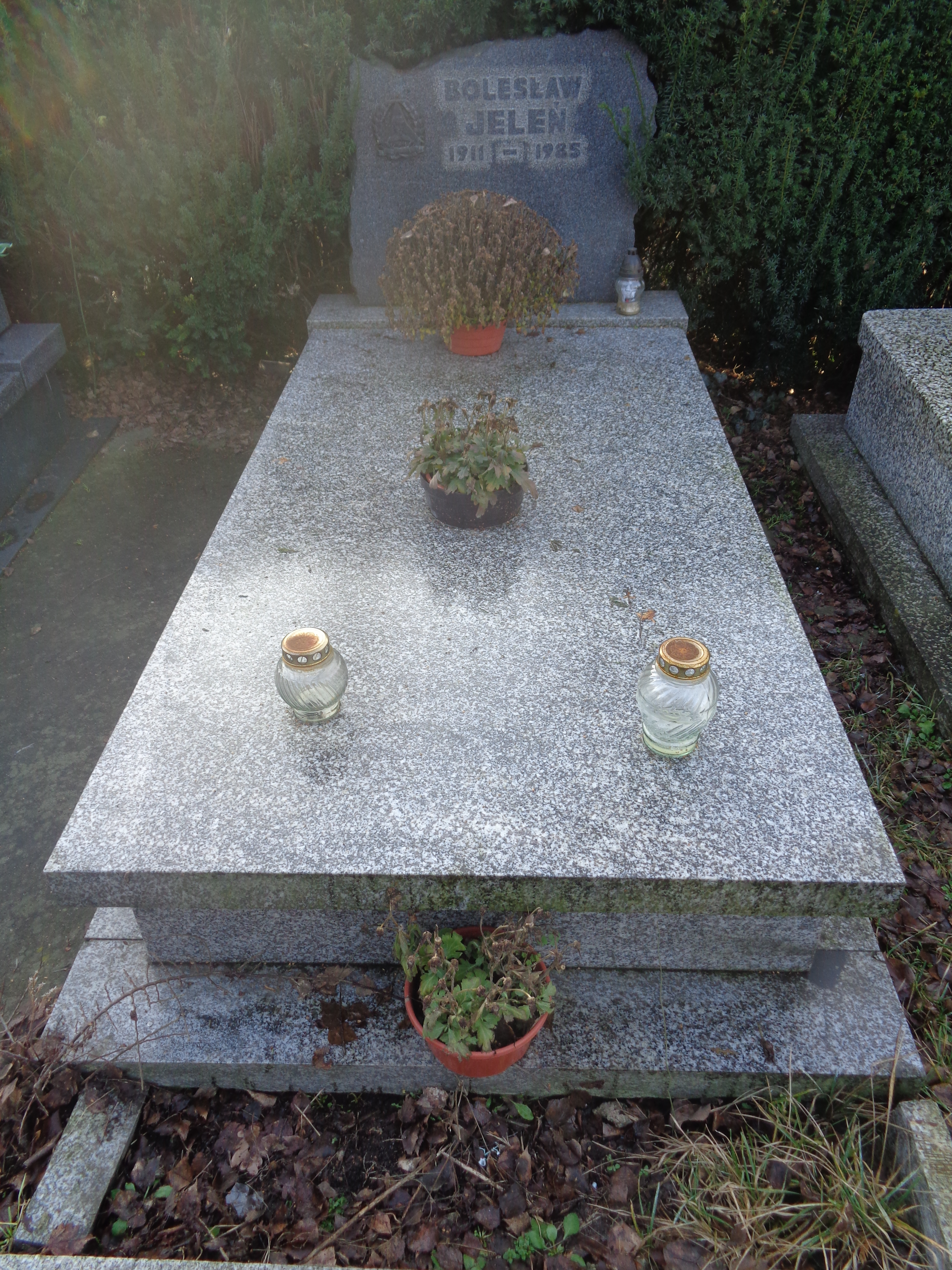
Grób Bolesława Jelenia na cmentarzu Wojskowym na Powązkach

Bolesław Jeleń, ps. „Bolek” (ur. 12 kwietnia 1911, zm. 19 maja 1985 w Warszawie) – polski komunista pochodzenia żydowskiego, dyplomata.

## Życiorys
Syn Mariana. Działacz Komunistycznego Związku Młodzieży Polski, Polskiej Partii Robotniczej i Polskiej Zjednoczonej Partii Robotniczej. Uczestnik wojny domowej w Hiszpanii, ostatni komisarz polityczny batalionu im. Adama Mickiewicza, części brygady międzynarodowej im. Jarosława Dąbrowskiego. W czasie II wojny światowej działał w komunistycznym ruchu oporu we Francji jako członek polskiej sekcji Francuskiej Partii Komunistycznej. W grudniu 1944 przyłączył się do oddziałów polskich, formowanych przy francuskiej l armii generała de Lattre'a. Po powrocie do kraju pracował w wywiadzie wojskowym, a następnie w Głównym Zarządzie Informacji Wojska Polskiego. W okresie od stycznia do września 1946 w stopniu podpułkownika kierował Wydziałem Informacji Śląskiego Okręgu Wojskowego.
Był pierwszym przedstawicielem dyplomatycznym Polski w Albanii w latach 1949–1952, w randze chargé d’affaires, a następnie posłem w Meksyku, akredytowanym także w Kostaryce, od 1960 do 1964 ambasadorem PRL na Kubie. Wziął udział w negocjacjach, zmierzających do rozwiązania kryzysu 1962.
Zmarł w Warszawie, pochowany na cmentarzu Wojskowym na Powązkach (kwatera B4-9-16).

## Ordery i odznaczenia
- Order Sztandaru Pracy I klasy
- Krzyż Komandorski Orderu Odrodzenia Polski (1954)[2]
- Order Krzyża Grunwaldu III klasy[3][4]
- Krzyż Oficerski Orderu Odrodzenia Polski
- Krzyż Kawalerski Orderu Odrodzenia Polski
- Krzyż Srebrny Orderu Virtuti Militari
- Złoty Krzyż Zasługi
- Medal 10-lecia Polski Ludowej (1955)[5]

Źródło:.